# Ворона (Ботошани)
Ворона (рум. Vorona) насеље је у Румунији у округу Ботошани у општини Ворона. Oпштина се налази на надморској висини од 282 m.

## Становништво
Према подацима из 2011. године у насељу је живело 2501 становника.